# 黒猫ラジオ マ法店再建計画
『黒猫ラジオ マ法店再建計画』（くろねこらじお まほうてんさいけんけいかく）は、2011年12月14日から2012年3月28日までHiBiKi Radio Stationで放送されていたPSPゲーム『リトルウィッチ パルフェ 黒猫魔法店物語』のラジオ番組である。ゲーム内容に合わせて、100万ゴルダの借金を返済するために様々なコーナーに挑戦した。
パーソナリティはパルフェ・シュクレール役の日高里菜、フローレ・ミルフィア役の佐藤聡美。

## 概要
2011年12月14日と12月28日にプレ放送が配信された後、2012年1月11日から3月28日まで本放送（全12回）が配信された。第4回放送に番組初のゲストとして、PSP版ゲーム主題歌「HEARTFUL WISH」を歌う新田恵海、第8回放送にはココット・キルシュ役の長谷川静香が出演した。
2012年3月に発売されたPSPゲーム『リトルウィッチ パルフェ 黒猫魔法店物語』初回限定版にレネット・キルシュ役の竹達彩奈、長谷川静香がゲスト出演する「黒猫ラジオ 魔法店再建計画」特別編が収録された『リトルウィッチ パルフェ サウンドトラック with 黒猫ラジオCD』が同梱された。
2012年4月18日、プレ放送を含む全放送分と新規録り下ろし分を収録したラジオCD『黒猫ラジオ マ法店再建計画』が発売された。

## コーナー
出典
クイズ・ウィッチ、ウィッチ、Which？！
2択クイズに挑戦し、10問連続正解を目指すコーナー。10問連続で正解すると借金を返済できる。パーソナリティの一方がクイズを出題して、もう一方が回答する。
めざせ100万フォロー! 140文字の主張
「多くの人に同意してもらえそうなこと」を140文字以内で考えるコーナー。公式Twitterでつぶやき、リツイートやフォローされた人数に応じて借金を減らせる。
調合! 魔法の合言葉
リスナーから募集した上の句と下の句をくじ引き形式で調合して元気が出るフレーズを考えるコーナー。きちんとした文章になれば借金を減らせる。
魔法使いを見た!
リスナーから送られてきた「ちょっとした奇跡」を生んだ「街の魔法使い」と遭遇した話を紹介するコーナー。

## ゲスト
- 第4回（2012年2月1日） - 新田恵海
- 第8回（2012年2月29日） - 長谷川静香

## ラジオCD
| 巻数 | タイトル                  | 発売日        | 収録回 | 規格品番   | 録りおろしゲスト     |
| ---- | ------------------------- | ------------- | ------ | ---------- | -------------------- |
| -    | 黒猫ラジオ マ法店再建計画 | 2012年4月18日 | 全14回 | KGD-123008 | 竹達彩奈, 長谷川静香 |